# Nikolojamskaja-Straße

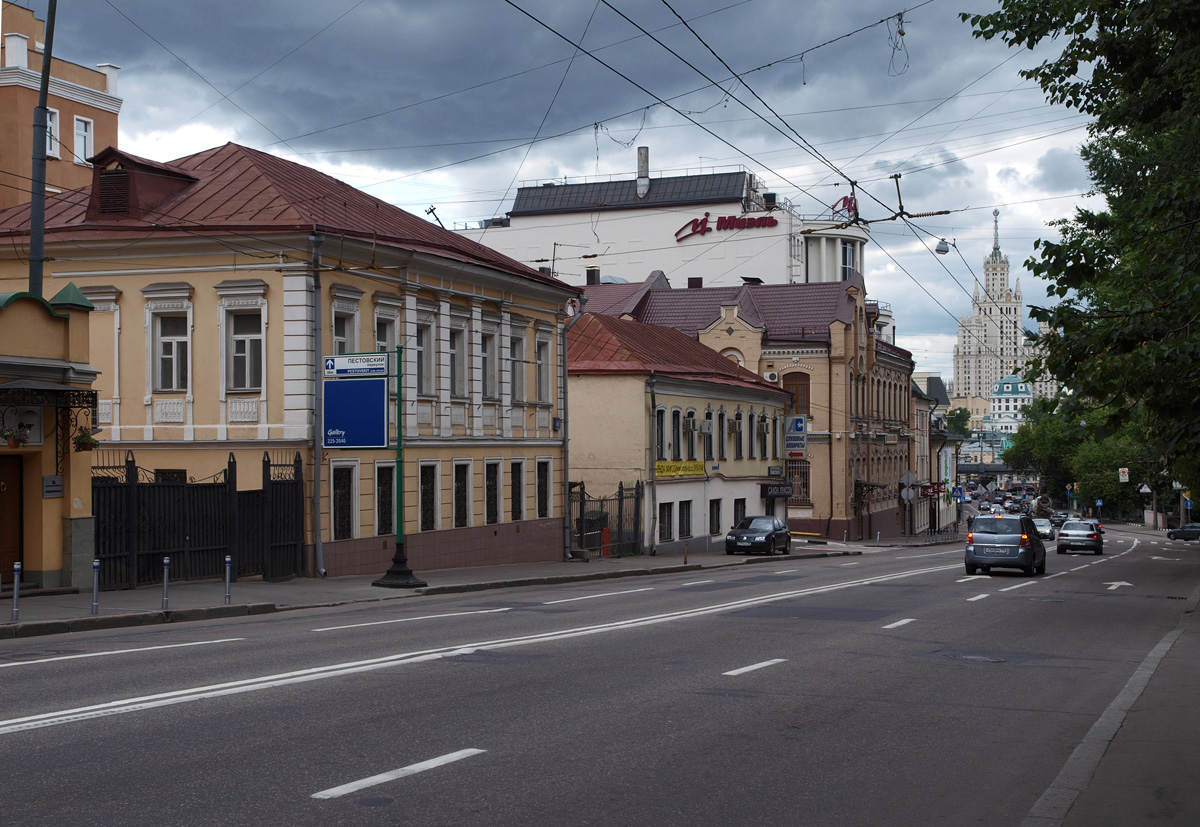
Blick auf das Wohngebäude an der Kotelnitscheskaja-Uferstraße

Die Nikolojamskaja-Straße (russisch Николоямская улица Nikolojamskaja uliza) ist eine Straße, die im Stadtteil Taganski im Zentralen Verwaltungsbezirk Moskaus liegt. Sie führt von der Jausskaja-Straße zum Andronjewskaja-Platz und kreuzt den Gartenring (Abschnitt Semljanoj Wal).

## Geschichte

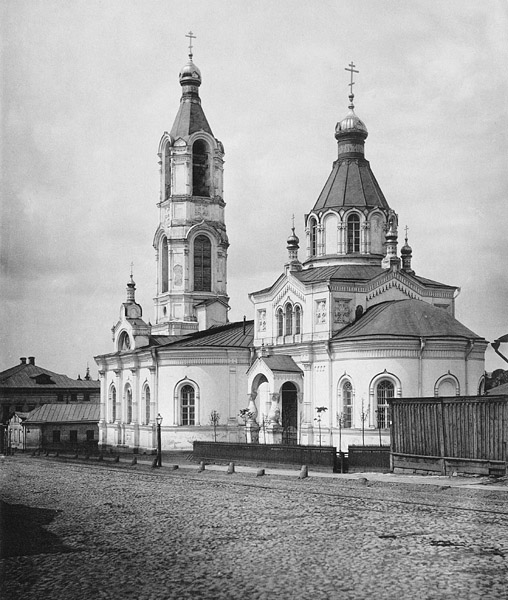
Nikolaus-Kirche, 1882

Die Straße bekam ihren Namen nach der Kirche des Heiligen Nikolaus na Jamach. Jamy (russ. ямы) ist der Kurzname von Jamskaja Sloboda – eines Ortes, wo Jamschtschiken (Fuhrmänner) lebten. „Na Jamach“ bedeutet „in der Nähe von Jamskaja Sloboda“. Die Nikilojamskaja-Straße entstand als ein Teil des damaligen Weges von Moskau nach Wladimir. Jamskaja Sloboda existierte hier seit dem 16. Jahrhundert und lag am Ende der Straße, in der Nähe des Andronjewskaja-Platzes. Am Anfang der Straße befand sich im späten 17. Jahrhundert der Jausski-Palast für Peter der Große. Die erste Kirche des Heiligen Nikolaus wurde im 17. Jahrhundert aus Holz gebaut, die Steinkirche wurde Anfang des 18. Jahrhunderts errichtet, danach wurde sie mehrmals überbaut. Die letzte Überbauung wurde unter dem Architekten Nikolai Finisow von 1867 bis 1882 durchgeführt. Einige Zeit lebte Matrona Moskowskaja bei der Kirche. Unter der Sowjetherrschaft wurde die Kirche 1928 für Gottesdienste geschlossen, teilweise abgerissen und als Lagerraum genutzt. 1956–1957 wurde sie gänzlich abgerissen. Die Straße wurde im 18. und 19. Jahrhundert mit Einzelhäusern für Kaufleute bebaut, die jetzt teilweise als staatliche Kulturobjekte besonderer Bedeutung ausgezeichnet sind. Unter anderem lebten hier Vertreter der Kaufmannsfamilie Schelaputin, dadurch übernahm eine nebenliegende Gasse – die Schelaputinski-Gasse – diesen Namen. Ende des 19. bis Anfang des 20. Jahrhunderts wurden auch Mietshäuser gebaut. Nach der Oktoberrevolution 1922 wurde sie in Uljanowskaja-Straße zu Ehren Lenins (Uljanow) umbenannt. 1994 bekam die Straße ihren alten Namen wieder.

## Beschreibung
An der Seite mit den ungeraden Hausnummern befinden sich unter anderem:
- Hausnummer 1 Die Russische staatliche Rudomino-Bibliothek für ausländische Literatur. Gegründet 1921, erste Direktorin war Margarita Rudomino. Ursprünglich befand sich die Bibliothek in der Deneschnygasse und hatte eine relativ kleine Sammlung, die aus Privatsammlungen von Adelsfamilien entstand, die nach der Revolution konfisziert wurden. Doch nach Kriegsende 1945 wurden aus Deutschland Millionen Bücher als Kriegsbeute fortgeschafft. Es bestand Bedürfnis nach einem neuen großen Gebäude für die Bibliothek. Aber erst 1967 wurde ein neues Gebäude von Dmitri Tschetschulin gebaut. Ursprünglich befand sich hier der Standort des Jausski-Palasts von Peter I.
- Hausnummer 13, Gebäude 1 – ein Wohngebäude von 1888 von dem Architekten Bernhard Freudenberg. Hinter diesem Gebäude befindet sich ein modernes Gebäude (die Adresse 13, G.2), in dem 2018 in Anwesenheit Karin Kneissl das Österreich Institut eröffnet wurde[1]
- Hausnummer 19 ein Mietshaus aus dem Jahr 1907. Architekt ist Michail Prijomyschew.
- Hausnummer 21/7, Bau 3 Ein Wohnhaus aus dem Jahr 1900. Architekt ist Wladimir Wlastow.
- Hausnummer 39 Wohngebäude von 1957 auf dem Standort der abgerissenen Nikolaus-Kirche
- Hausnummer 49 Das Herrenhaus Weschnjakow-Salogina. Bauzeit 1754- bis 1760-er Jahre. Ein Kulturdenkmal unter Denkmalschutz.
- Hausnummer 51 Herrenhaus aus dem 18. Jahrhundert, Flügel aus den 1850er Jahren. Jetzt befindet sich hier das Institut für Geoekologie.
- Hausnummer 53, 55 Herrenhäuser aus dem 19. Jahrhundert.
- Hausnummer 59 Die Kirche des Ehrwürdigen Sergius von Radonesch zu Rogoschskaja Sloboda. Baujahr 1818, von 1834 bis 1838 von dem Architekten Fjodor Schestakow umgebaut. Von 1938 bis 1991 war das Gebäude für Gottesdienste geschlossen.

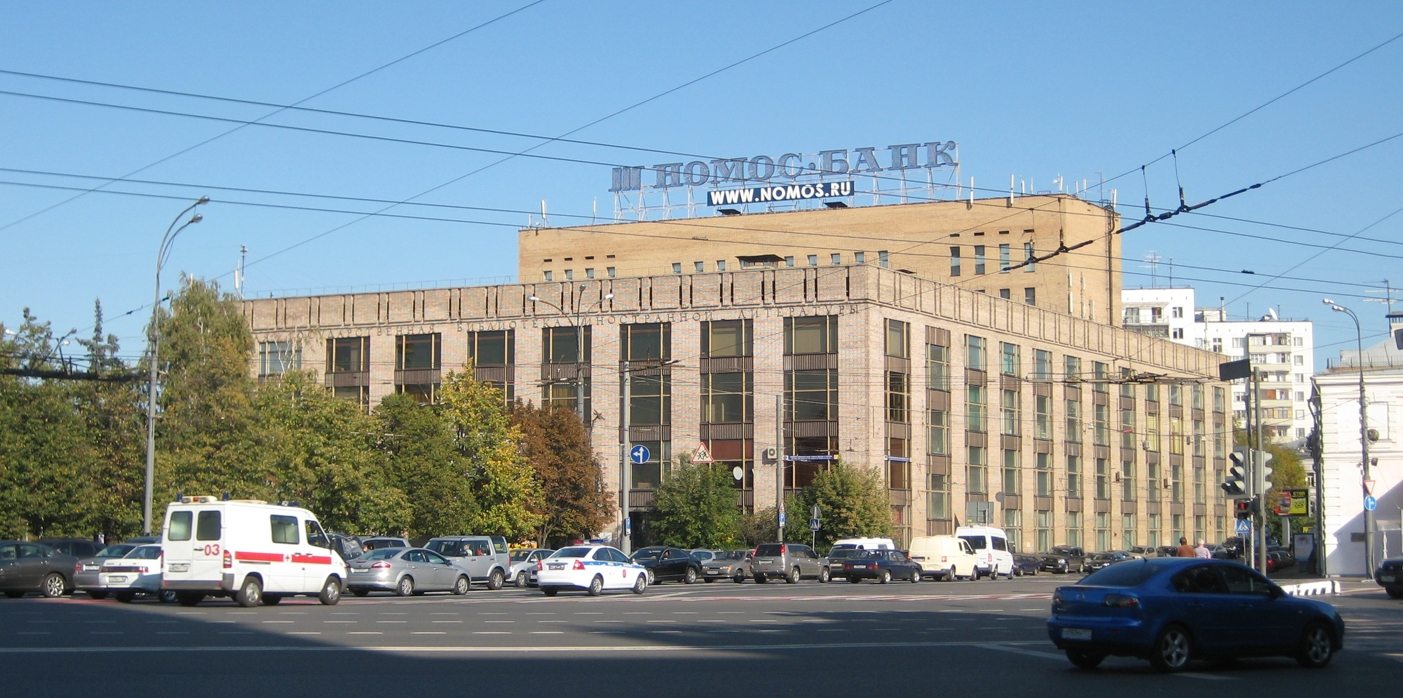
Die Rudomino-Bibliothek
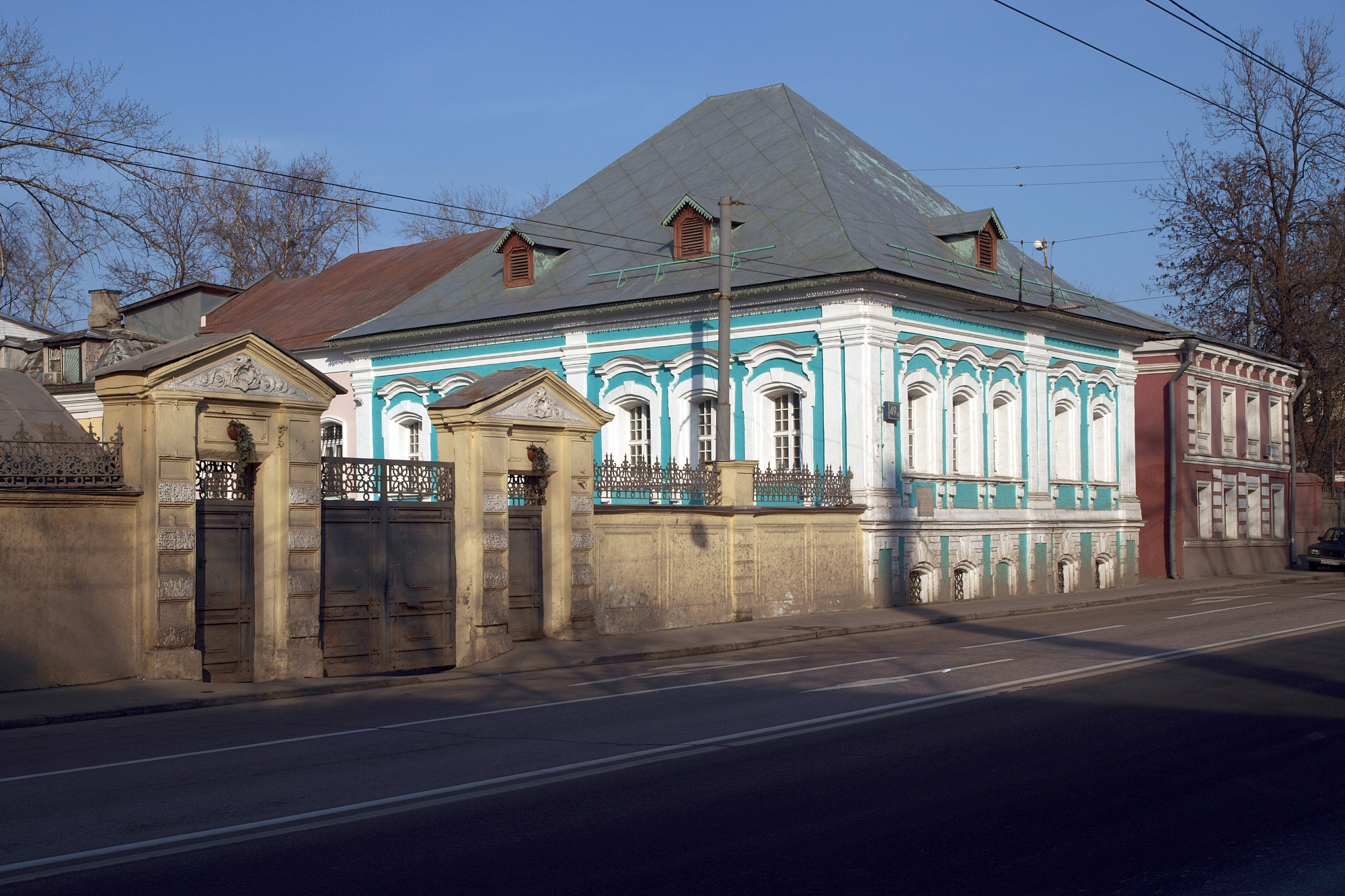
Nr. 49/3
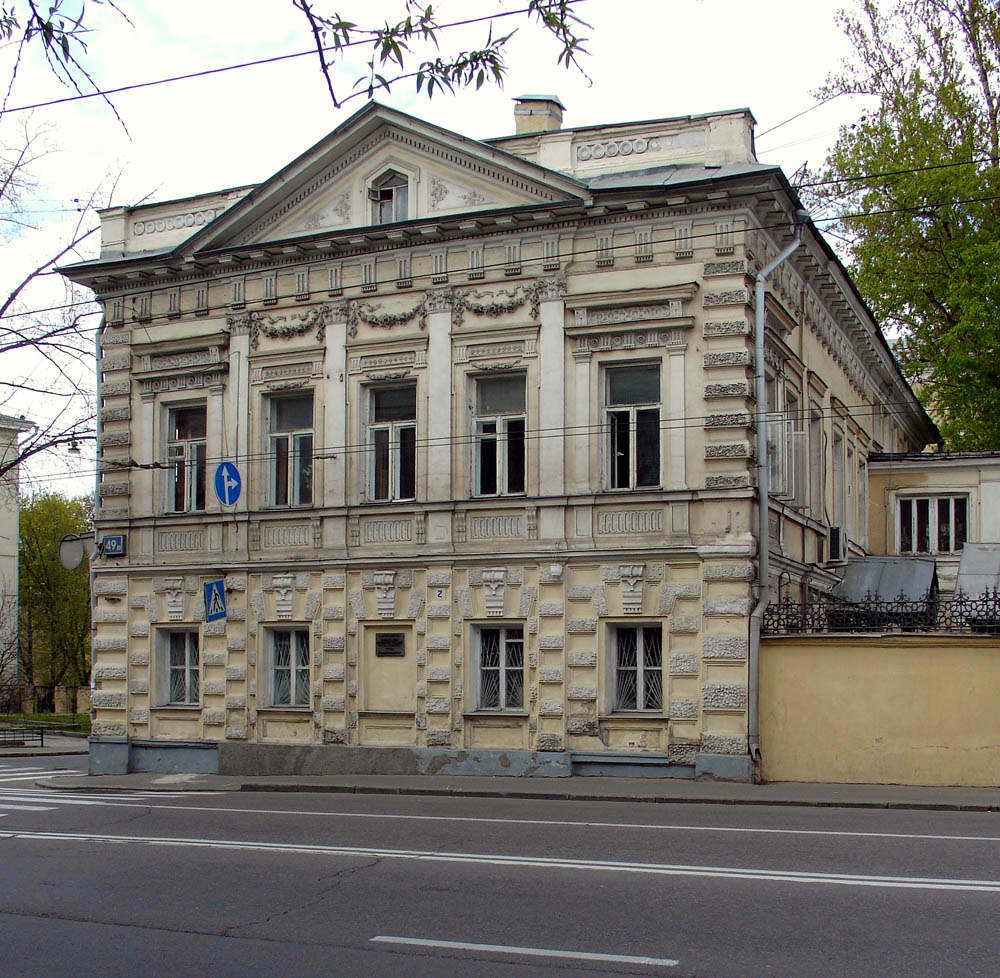
Nr. 49/2
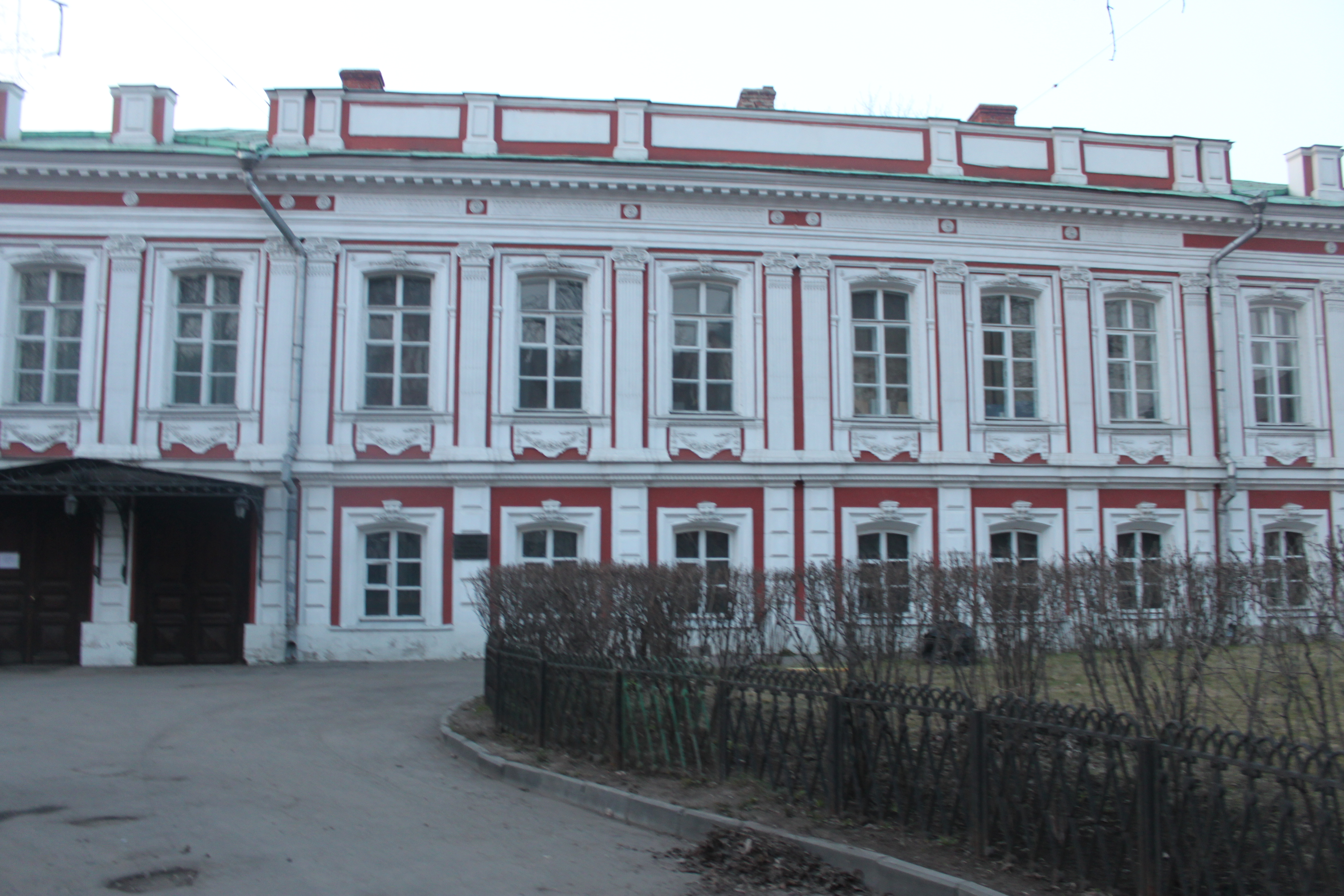
Nr. 51
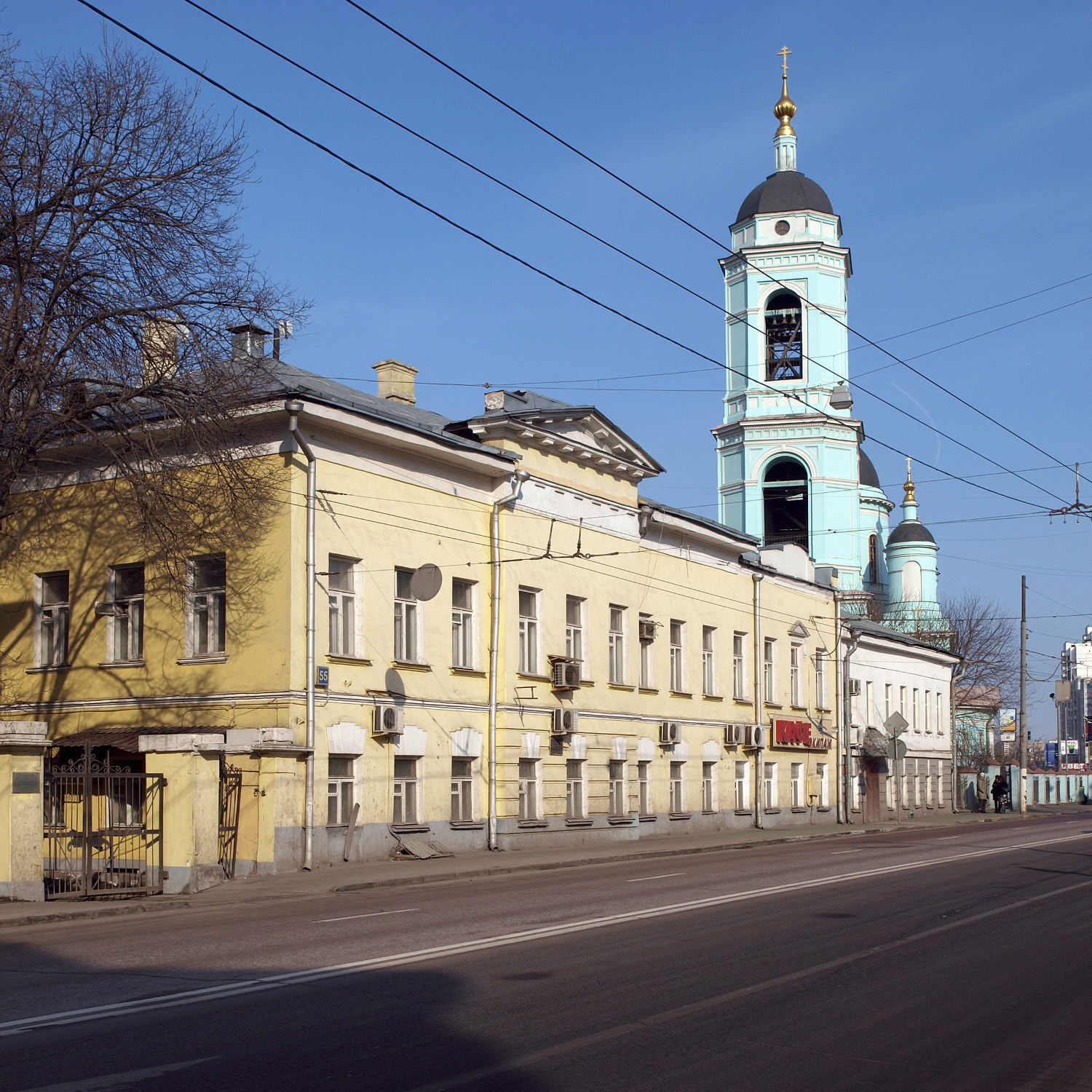
Nr. 55 und Glockenturm der Sergius-Kirche

An der Seite mit den geraden Hausnummern befinden sich unter anderem:
- Hausnummer 4  Das Wohngebäude von Kirchenmitarbeitern der Kirche vom Hl. Stefan aus dem Jahr 1891. Architekt ist Flegont Woskresenski. Jetzt befindet sich hier das Institut für Übersetzung.[2]
- Hausnummer 8 Das zweistöckige Wohngebäude aus dem 19. Jahrhundert. Hier befindet sich die Botschaft von Mauritius.
- Hausnummer 10 Die Kirche des Ehrwürdigen Symeon Stylites hinter der Jausa. Wurde von 1792 bis 1813, vermutlich von dem Architekten Rodion Kasakow im Klassizismus errichtet. Bis dahin existierte hier zuerst (seit 1600) eine Holzkirche, danach eine erste Steinkirche. Glockenturm aus der zweiten Hälfte des 19. Jahrhunderts. Von 1926 (oder 1929) bis 1995 war sie für Gottesdienste geschlossen, der Glockenturm wurde abgerissen.
- Hausnummer 12 Das Wohngebäude von Kirchenmitarbeitern der Symeon-Kirche. Wurde Ende vermutlich Ende des 17. Jahrhunderts, mehrmals übergebaut.
- Hausnummer 20/1 das Moskauer Zentrum für Sprachepathologie und Neurorehabilitation.
- Hausnummer 42 Das Gebäude für Stadtschule wurde auf Kosten des Geschäftsmann Nikolai Alexejew 1883–1884 gebaut. Architekt ist Dmitri Tschitschagow. Jetzt befindet sich hier die N-A.-Alexejew-Musikschule №30.
- Hausnummer 52 Das Wohnhaus aus 18. Jahrhundert, im 19. Jahrhundert wurde umgebaut. 2015–2017 restauriert.
- Hausnummer 60 Die Kirche des Metropoliten Alexius von Moskau zu Rogoschskaja Sloboda. Architekt ist Dmitri Uchtomski. Wurde 1748–1751 errichtet.

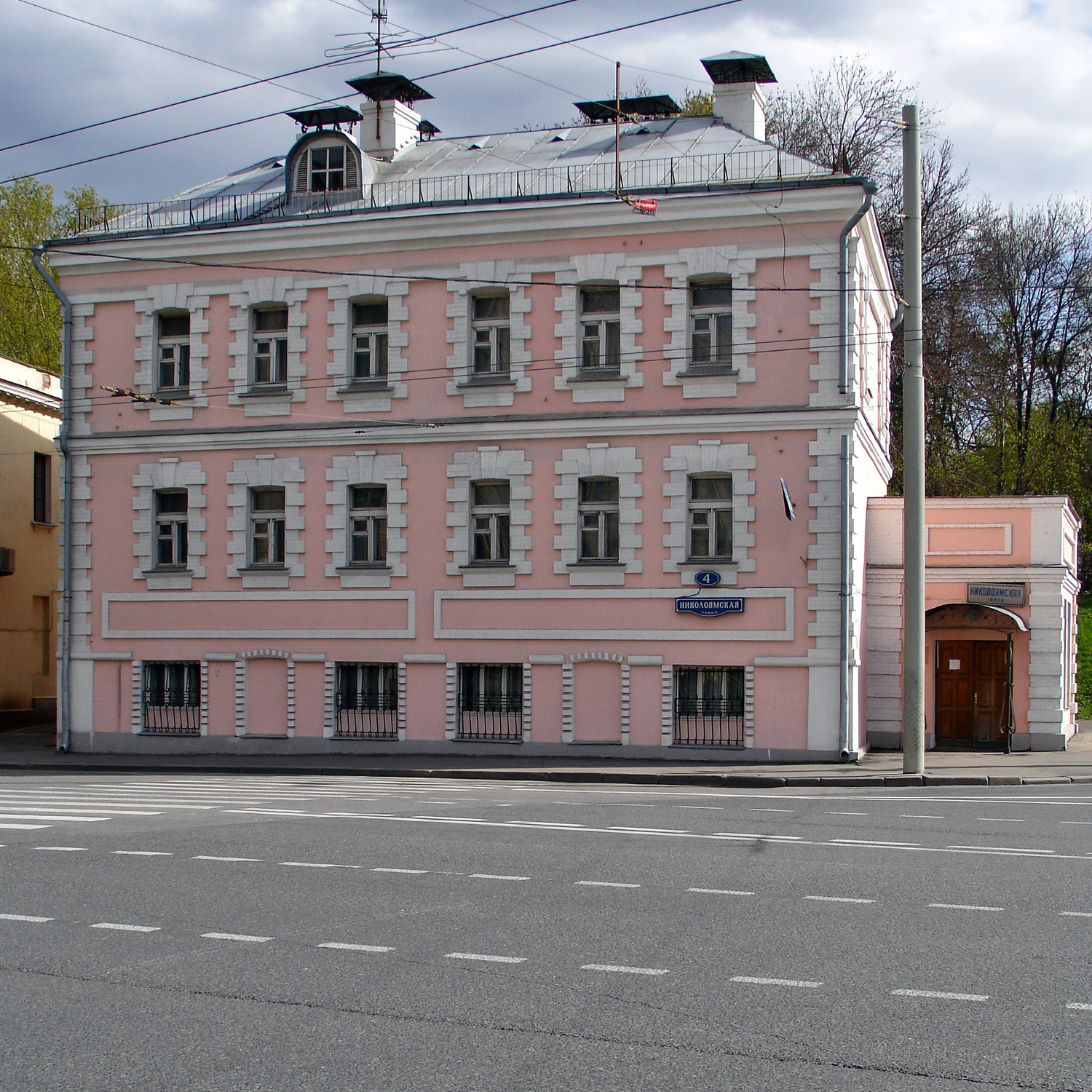
Hausnummer 4
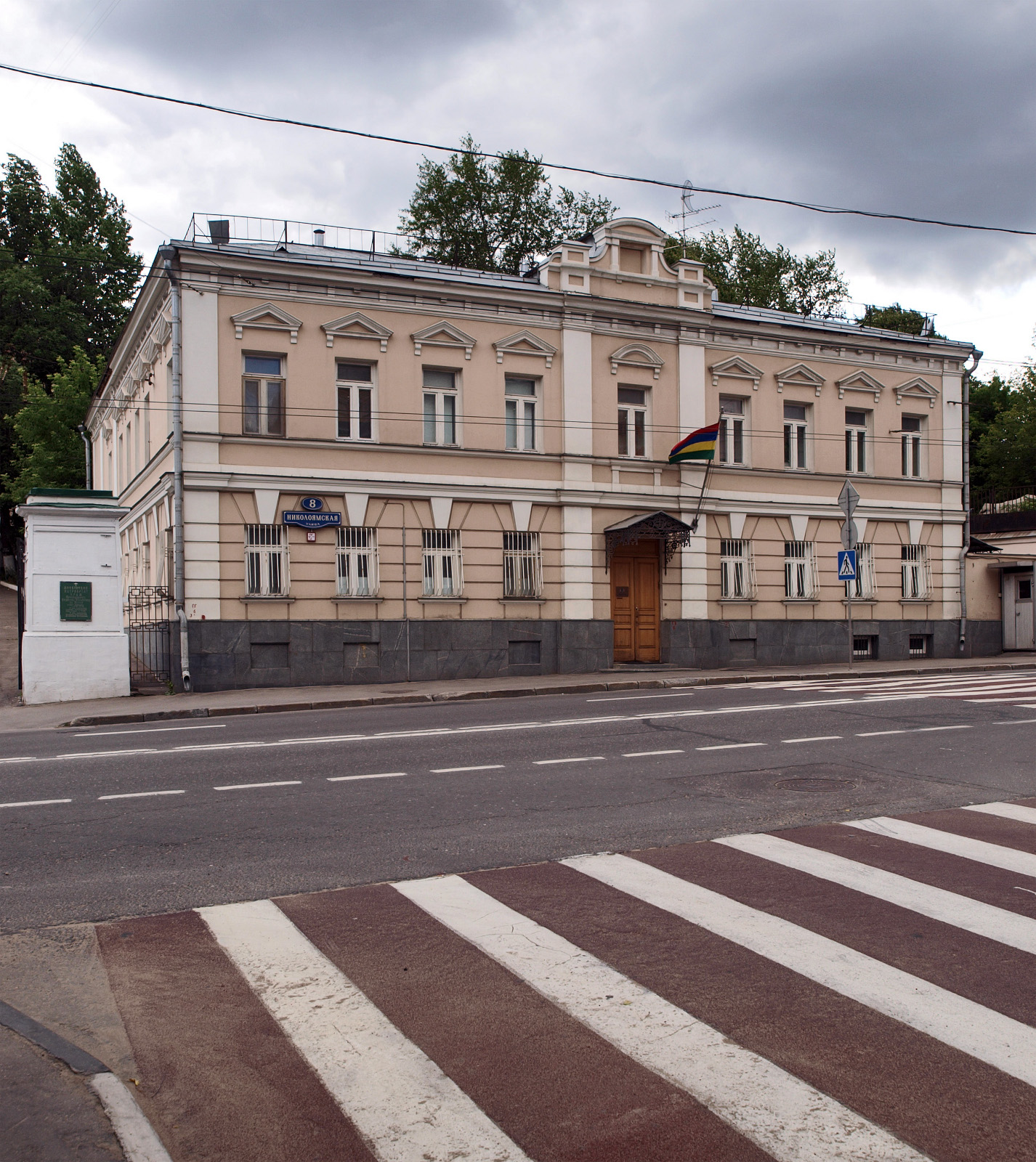
Die Botschaft Mauritius
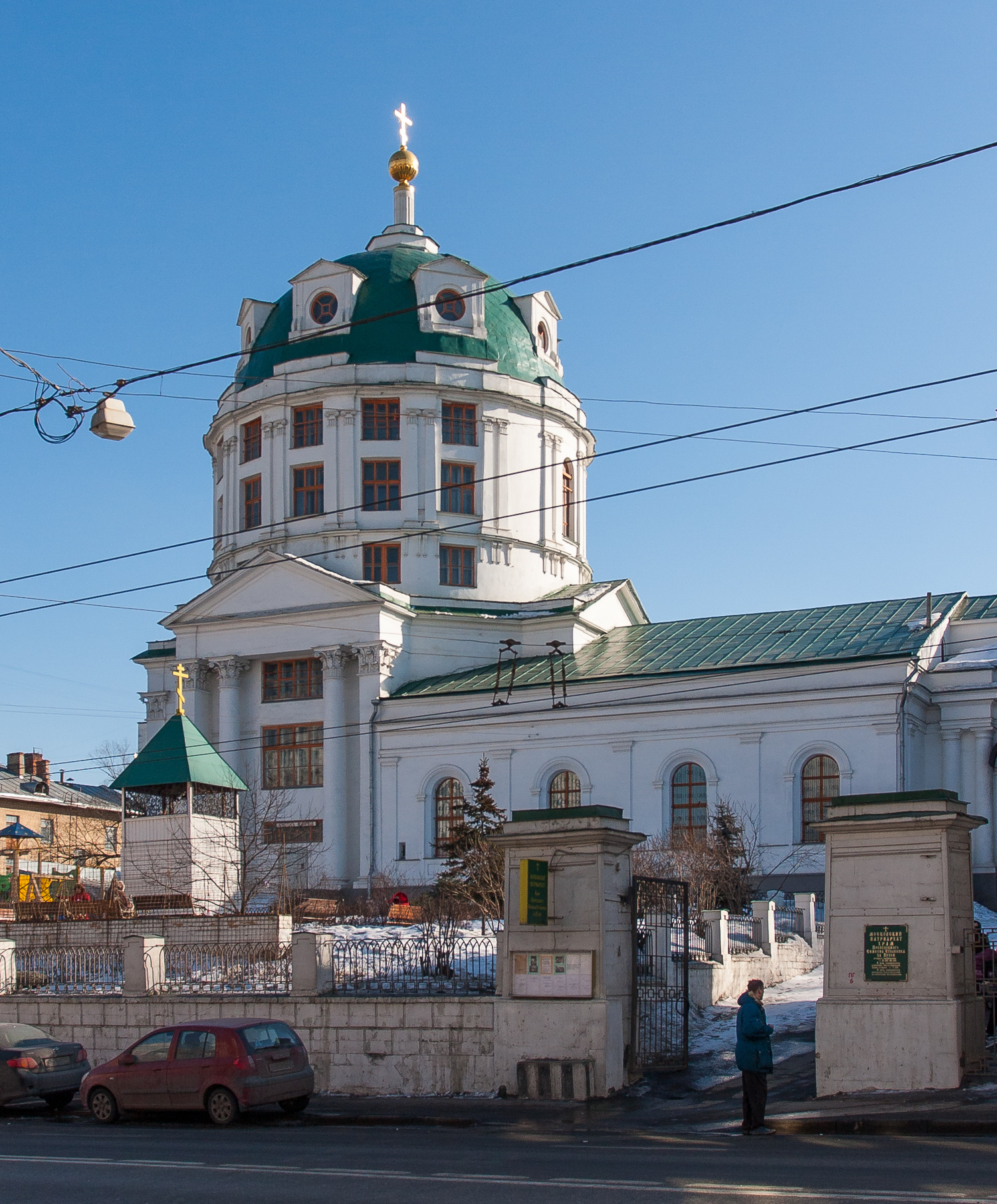
Die Kirche für Symeon Stylites
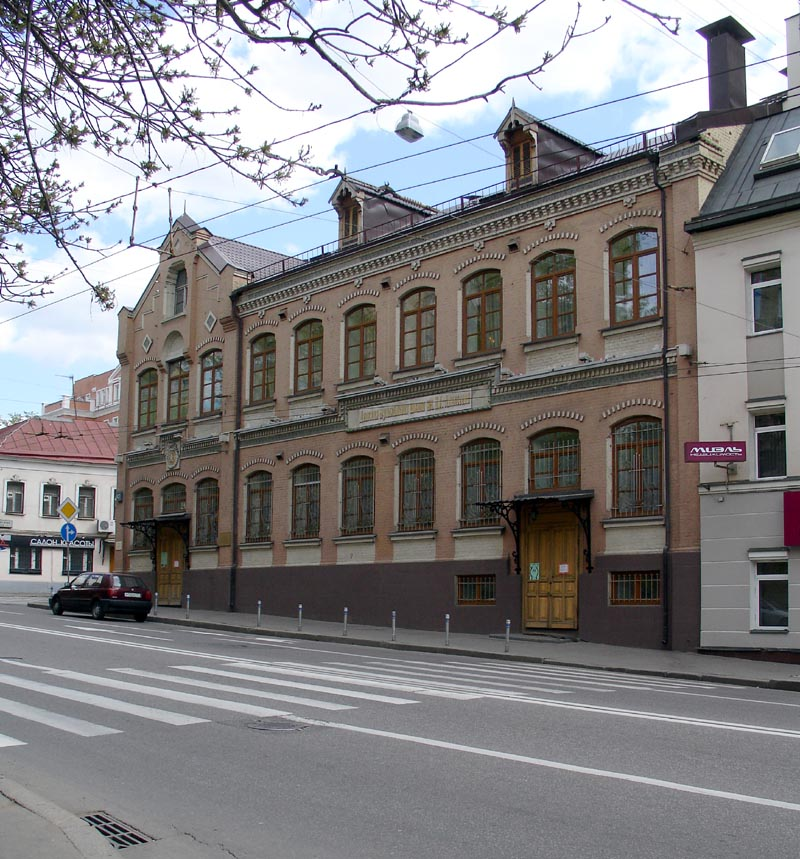
Hausnummer 42
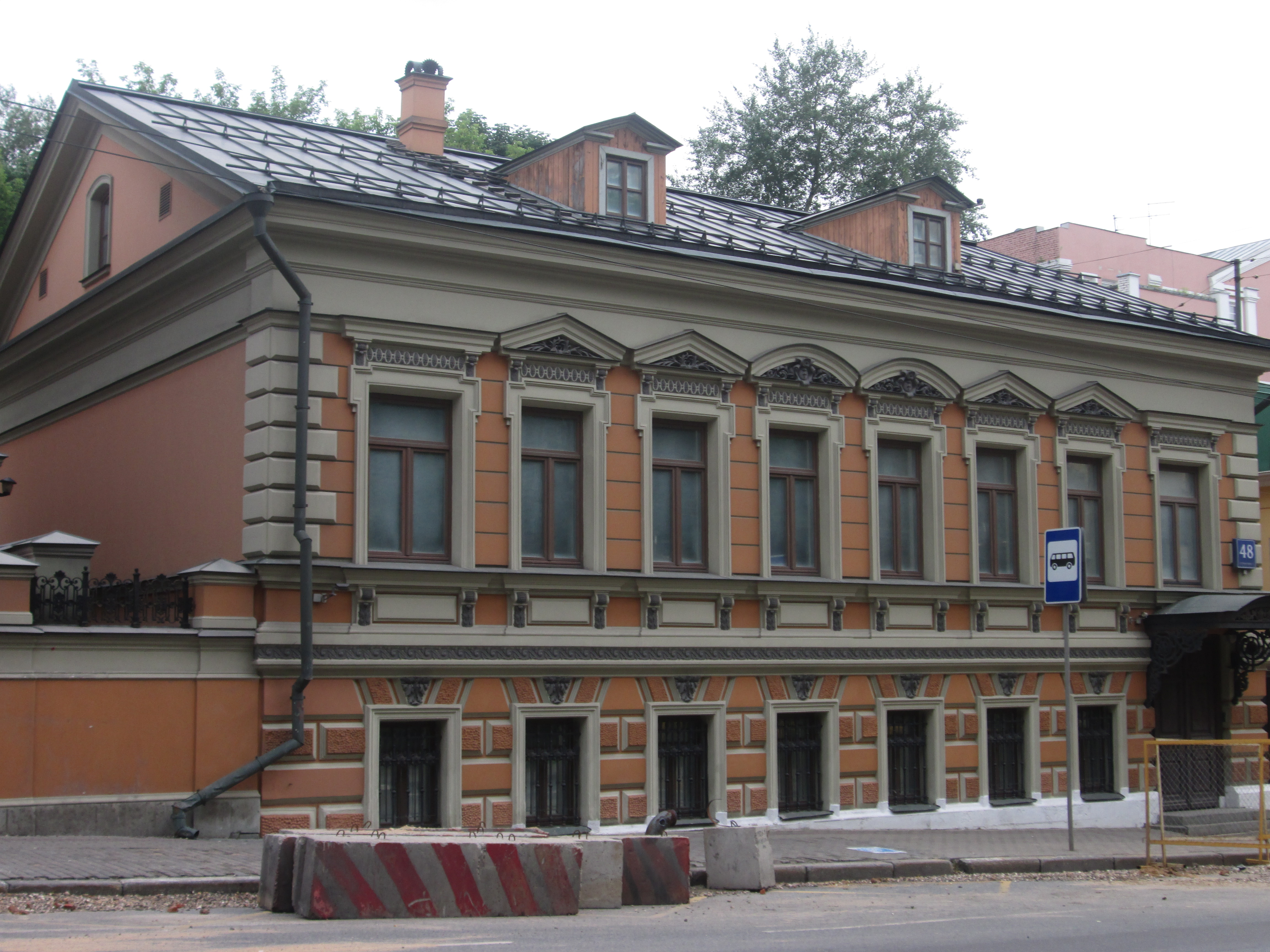
Hausnummer 48
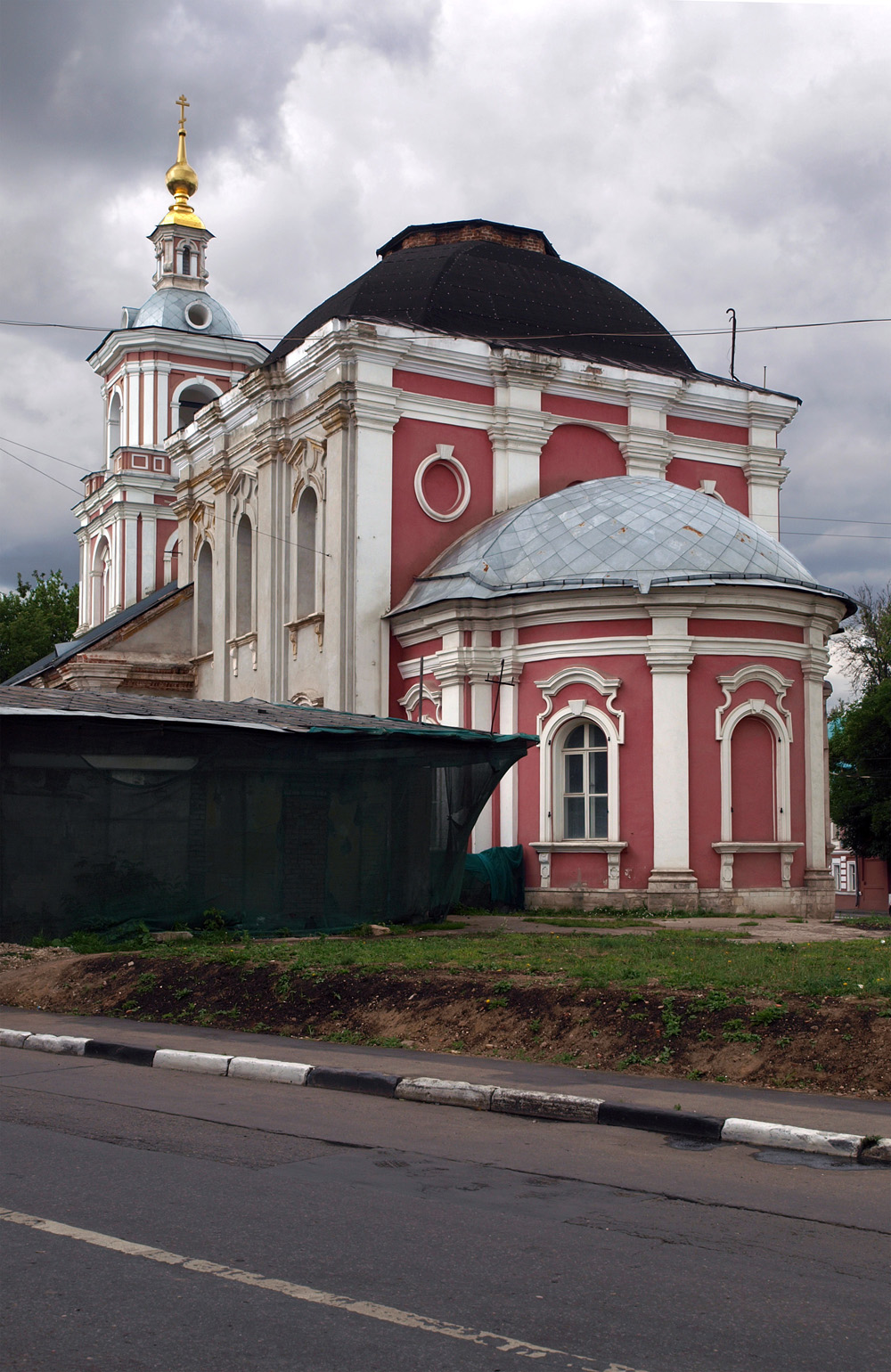
Alexius-Kirche. Photo aus 2009. Die Restauration ist mittlerweile fertig.